# Lüntorf
Lüntorf ist ein Ortsteil der Gemeinde Emmerthal im Landkreis Hameln-Pyrmont in Niedersachsen (Deutschland). Der Ort hat 434 Einwohner (Stand 30. Juni 2022).

## Geografie
Lüntorf liegt mitten im Weserbergland an der Ottensteiner Hochfläche zwischen den Orten Ottenstein, Grohnde und Welsede.

## Geschichte
Der Ort Lüntorf wird vermutlich um das Jahr 800 entstanden sein. Die ersten Bewohner gründeten die Siedlung "Lundorpe" oder auch "Hundorpe" (etwa "Dorf am Sumpf") an einer sumpfigen Stelle am "Alten Grohnder Weg" nordöstlich des heutigen Standortes und umgaben die Siedlung mit einem Wall. Sie kämpften vermutlich in der Schlacht bei Ohr mit dem Grafen von Everstein gegen die Herzöge von Braunschweig. Erste bekannte urkundliche Erwähnung des Ortes war am 15. August 1349, als Graf Heinrich von Schwalenberg dem Grafen Hermann von Everstein sein "lehnsherrliches Recht" über das Dorf überließ.
Später, etwa um 1500, zogen die Bewohner zum heutigen Standort um. Dreizehn Jahre später, 1513, verkaufte Hartung (Herbord) von Frenke das Dorf "Hundorpe" an Eberhard von Münchhausen. Von diesem Jahr an gehörte Lüntorf zum Amt Grohnde. Gegen Ende des 16. Jahrhunderts, 1585, geht aus einer Musterungsrolle "Die Bevölkerung des Fürstentums Calenberg-Göttingen" hervor, dass in Lüntorf acht Halbmeier, 14 Kötner und vier Häuslinge wohnten. Im Kriegsfall mussten neun Mann mit Feuerrohren antreten.
Durch eine Schenkung von 44 4/5 Morgen Wald ermöglichte der Drost Statius von Münchhausen 1618 den Bau der Lüntorfer Kirche. Im Jahr 1812 wurde sie um den heutigen Altarraum erweitert.
Heute gehört Lüntorf zur Gemeinde Emmerthal.
Am 1. Januar 1973 wurde Lüntorf in die neue Gemeinde Emmerthal eingegliedert.

## Vereine (Auswahl)
- Gemischter Chor Lüntorf e. V. (seit 1892)
- Schützenverein Lüntorf von 1909 e. V.
- DRK Lüntorf (seit 1929)
- Freiwillige Feuerwehr Lüntorf (seit 1934)
- TSV Lüntorf e. V. 1949
- Lüntorfer Carnevalsverein von 1963

## Veranstaltungen
In Lüntorf wird am Wochenende vor Rosenmontag Karneval gefeiert. Das Fest besteht aus einer Prunksitzung am Samstag und einem Karnevalsumzug durch den Ort am Sonntag.
Außerdem beteiligt sich Lüntorf am Rapsblütenfest der Ottensteiner Hochfläche. 2006 und 2012 fand die Wahl der Rapsblütenkönigin in Lüntorf statt.